# Callophrys affinis
Callophrys affinis är en fjärilsart som beskrevs av Edwards 1862. Callophrys affinis ingår i släktet Callophrys och familjen juvelvingar. Inga underarter finns listade i Catalogue of Life.